# Betaxololo
Il  Betaxololo cloridrato è un principio attivo di indicazione specifica contro l'ipertensione.

## Indicazioni
È utilizzato come medicinale in cardiologia contro l'ipertensione, episodi di angina, e fuori dalla cardiologia per episodi di glaucoma.

## Controindicazioni
- Bradicardia

## Dosaggi
- instillare due volte al giorno

## Farmacodinamica
I betabloccanti inibiscono i recettori beta del sistema adrenergico presenti nel cuore, riducendo in pratica il lavoro del cuore.
Effetti positivi di tale farmaco li si ritrovano nella riduzione della gittata cardiaca e la pressione arteriosa. Mentre per quanto riguarda le forme di angina pectoris migliorando la tolleranza agli sforzi ne limita la sintomatologia.
Agendo nel sistema simpatico fino a bloccarlo e sulla capacità di conduzione del cuore risulta utile anche contro le aritmie cardiache e nello scompenso cardiaco.
Infine l'applicazione topica abbassa la pressione intraoculare se fosse manifesto un glaucoma, in tal caso se l'applicazione venisse per bocca gli effetti indesiderati sarebbero troppo alti.

## Effetti indesiderati
Rallentando il ritmo del cuore possono quindi indurre depressione del miocardio, il muscolo del cuore.
I betabloccanti devono essere preclusi a chi ha avuto in passato episodi di scompenso cardiaco, mentre entro certi limiti possono essere somministrati a persone affette da diabete.
È sconsigliato l'uso e utilizzato solo se non vi sono altre scelte in persone con episodi passati di asma e broncospasmo.
Altri effetti indesiderati sono cefalea,  nausea, bruciore, bradicardia, dolore, prurito,  broncospasmo, eritema.